# Райнер Осельманн
Райнер Осельманн (нім. Rainer Osselmann, 25 липня 1960 — 23 квітня 2023) — німецький ватерполіст.
Бронзовий призер Олімпійських Ігор 1984 року, учасник 1988 року.
Бронзовий призер Чемпіонату світу з водних видів спорту 1982 року.
Чемпіон Європи з водного поло 1981, 1989 років, бронзовий призер 1985 року.